# Międzynarodowy Festiwal Filmowy Festroia
Międzynarodowy Festiwal Filmowy Festroia (port.: Festróia Festival Internacional de Cinema) – coroczny festiwal filmowy odbywający się w Setúbal w Portugalii od 1985 roku.
Główną nagrodą jest Golfinho de Ouro (Złoty Delfin).